# Ювелиры Финляндии

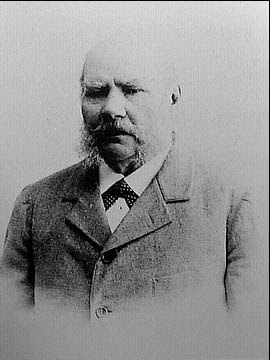
Август Холмстрём

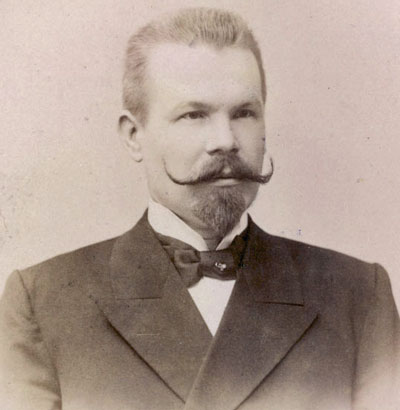
Андерс Невалайнен

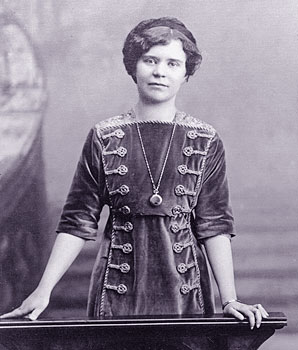
Алма Пил

Ювели́ры Финля́ндии (фин. Suomalaiset kultasepät) — ювелиры, выходцы из Финляндии и Великого княжества Финляндского.

## История
Формирование собственного сообщества ювелиров Финляндии исторически происходило под влиянием мастеров из Швеции, Дании, Российской империи и Германии. Следуя духу своего времени, финские ювелиры вместе с мастерами других европейских стран подражали законодателям моды в области ювелирного дела, работавшими в придворном стиле рококо времён Людовика XV французам и швейцарцам — Боде, Дюку, Жану-Батисту Одио, Пози, Франсуа-Тома Жермену и Роберу Жозефу Огюсту.

### XVIII век
Первые финские ювелиры появились в Санкт-Петербурге вскоре после его основания в 1703 году. Известны имена многих мастеров 1720-х годов, имевших в столице Российской империи собственные мастерские. Во времена Екатерины II некоторые из финских ювелиров выполняли заказы императорского двора. Одним из первых финских мастеров середины XVIII века, получивших образование в Санкт-Петербурге и ставших позднее поставщиком императорского двора, был Юхан Блум. Известен также и его коллега — Самуэль Мальм, обучавшийся ювлирному делу в столице Российской империи. Мастера работали как в стиле французского неоклассицизма (стиль Людовика XVI), так и в стиле рококо. Мастер Карл Бреденберг, напротив, приехал в Россию уже сформировавшимся мастером. В современной коллекции Эрмитажа находится много экспонатов другого финского ювелира конца XVIII — начала XIX веков — Петера Энерута, работавшего в стиле неоклассицизма.

### XIX—XX века
В XIX веке, в связи с увеличением оборота ювелирного производства, возросла и численность мастеров ювелирного дела и как следствие — началась их специализация. В 1800-е годы число финских ювелиров в гильдии золотых и серебряных дел мастеров в Санкт-Петербурге составляла четвертую часть. Часть из них, получив образование и опыт в своём деле, возвращались в Великое княжество Финляндское, где им усваивались бюргерские права и они формировали собственные мастерские, но большинство оседало в столице Российской империи.
В стиле ампир, вошедшем в моду в царствование Александра I, работали финские мастера Юхан Окерблум, Густав Линдгрен, Генрих Петман, Томас Скотт, Генрих Таллберг, Густав Абрахам Бернстрём, Карл Гастав Савари и Генрих Таппер. Уроженцы городов южного побережья Финляндии, получившие азы мастерства у себя на родине, все они позднее получили в Санкт-Петербурге статус поставщиков императорского двора, что свидетельствует об их высоком профессионализме как ювелиров.
Финские мастера 1830—1840-х годов — Фредерик Лённквист, Адольф Спер (1799—1857) и Элиас Мудиг (1795—1834) изготавливали в своих мастерских кофейные и чайные сервизы, выполненные в стиле позднего ампира и неорококо. Их изделия были востребованы не только среди аристократии Санкт-Петербурга, но и пользовались широким спросом в Финляндии (стиль позднего ампира получил в Великом княжестве Финляндском название бидермайер).
Первым ювелиром-фабрикантом основавшим в Финляндии фабрику по производству изделий из серебра и бронзы стал получивший образование и опыт в Санкт-Петербурге Карл Юхан Тегелстен. Он придерживался английского стиля и сотрудничал с большим английским магазином розничной торговли популярным «Nicholls & Plincke», обычно называвшемся «Magasin Anglais».
Андреас Курки стал первым финским мастером, специализирующимся на изготовлении предметов из золота.
Появившийся в период правления Николая I спрос на изделия, выполненные по образцам русского народного стиля, вдохновили финских мастеров Йозефа Нурдберга и Самуэля Филандера. Популярность последнего достигла пика в 1913 году в связи с празднованием 300-летия дома Романовых.
Из 20 ювелиров, работавших в период 1872—1917 годов в корпорации дома «Фаберже», 14 были выходцами из Финляндии, а двое — Эрик Коллин и Хенрик Вигстрём были главными ювелирами (клеймо Хенрика Вигстрёма «H.W.» стоит на 12 из 50 пасхальных яйцах Фаберже). Другим известным ювелиром-дизайнером фирмы была Алма Пил, спроектировавшая яйцо «Зимнее» (1913) и «Мозаичное» (1914). Последователями таланта Эрика Коллина были финские ювелиры Александр Тилландер и Франц Буц (руководитель мастерской — Туомас Полвинен).
В корпорации Фаберже работали также и другие финские мастера — Йохан Аарне, Карл Армфельдт, Август Хольминг, Андерс Невалайнен, Стефан Вякевя, Альфред Тилеман. Мастерские финских ювелиров располагались в разных местах Санкт-Петербурга: мастерская Августа Хольминга действовала на Казанской ул., 35; рядом, в доме 39, работал мастер Габриэль Нюкянен, который поставлял Фаберже золотые и серебряные портсигары. Мастерская Стефана Вякевя специализировалась на изготовлении серебряных вещиц, чайных и кофейных сервизов. Были широко известны портсигары мастера Генриха Каксонена. В мастерской Августа Холмстрёма были созданы такие шедевры, как «Корзина ландышей», миниатюрные копии императорских регалий, пасхальное яйцо «Мозаичное».
В период правления императора Николая II рад финских ювелирных фирм добились особого положения в ювелирной отрасли: фирма Пекки Силвентойнена превратилась в промышленное предприятие, насчитывающее более 70 работников и ставшее ведущим на рынке столового серебра.
В 1905—1906 годы только в Санкт-Петербурге в ювелирном деле работало 130 подмастерьев из Великого княжества Финляндского.